# François Fejtő
François Fejtő (* 31. August 1909 in Nagykanizsa, Österreich-Ungarn als Ferenc Fejtő; † 2. Juni 2008 in Paris) war ein französischer Historiker, Journalist und Publizist ungarischer Herkunft, der seit 1938 in Frankreich lebte und internationale Anerkennung genoss.

## Leben
Fejtő wuchs in einer wohlhabenden ungarisch-jüdischen Familie von Buchhändlern und Verlegern auf. Nach dem Zerfall Österreich-Ungarns musste er erleben, dass Mitglieder seiner Familie plötzlich als jugoslawische, italienische, tschechoslowakische oder rumänische Staatsangehörige galten.
In Pécs (Fünfkirchen) und Budapest studierte er Geisteswissenschaften. Weil er im Alter von 22 Jahren an der Universität einen marxistischen Studienkreis organisiert hatte, wurde er 1932 zu einem Jahr Haftstrafe verurteilt. Nach seiner Entlassung aus dem Gefängnis trat er in die sozialdemokratische Partei ein und arbeitete für die Tageszeitung Népszava. Bereits ein Jahr später gründete er mit dem Dichter Attila József und dem Publizisten Pál Ignotus die legendäre antifaschistische und antistalinistische Literaturzeitschrift Szép Szó, das Forum der jungen geistigen Elite Ungarns.
Als er wegen eines Artikels gegen faschistische Tendenzen in der Politik der ungarischen Regierung erneut zu sechs Monaten Haft verurteilt wurde, verließ er Ungarn und emigrierte 1938 nach Frankreich. Während des Zweiten Weltkrieges nahm er an der Résistance teil.
1945 leitete François Fejtő das Pressebüro der ungarischen Botschaft in Paris. Als 1949 sein Jugendfreund, der ungarische Innenminister László Rajk, in einem politischen Schauprozess zum Tode verurteilt wurde, trat er aus Protest von diesem Amt zurück und brach jede Beziehung zu Ungarn ab. Erst mehr als vierzig Jahre später, nach der Rehabilitation von Imre Nagy, einem der gescheiterten Helden der ungarischen Revolution von 1956, kehrte er zum ersten Mal in sein Heimatland zurück.
Von 1944 bis 1979 war er als Journalist und Kommentator der Ereignisse in Osteuropa für die Agence France-Presse (AFP) tätig. Von 1972 bis 1984 lehrte er in Paris am Institut für politische Studien. Im Zentrum seines wissenschaftlichen Interesses stand die historische und aktuelle Entwicklung Mittel- und Osteuropas.
Seine 1952 in Frankreich veröffentlichte Geschichte der Volksdemokratien, in 17 Sprachen übersetzt, wurde zu einem viel beachteten und umstrittenen Grundlagenwerk, das von zahlreichen Vertretern der politischen Linken als unbequem empfunden wurde.
Bis zu seinem Tode schrieb er für Le Monde, Le Figaro, La Croix, Il Giornale, Corriere della Sera und viele andere Redaktionen.
Sein Enkel ist der Schauspieler und Regisseur Raphaël Fejtö.

## Auszeichnungen
- 1994: Großes Ehrenzeichen für Verdienste um die Republik Österreich[1]
- 1996: Ehrenbürger von Budapest

## Werke (Auswahl)
- Érzelmes utazás (1935, Neuauflage Magvető 1989)
- Voyage sentimental (Éditions des Syrtes 2001)
- Heinrich Heine, Biographie (Maréchal 1946)
- 1848 dans le monde. Le Printemps des peuples (Ed. de Minuit 1948)
- Histoire des démocraties populaires (Le Seuil 1952)
- Un Habsbourg révolutionaire, Joseph II, portrait d’un despote éclairé (Plon 1954; Neuauflage quai Voltaire 1994)
- La Tragédie hungroise (Pierre Horay 1956, 1996)
- Les Juifs et l’antisémitisme dans les pays communistes (Plon 1960)
- Dieu et son Juif (Grasset 1960, Neuauflage Pierre Horay 1997)
- Chine – URSS Band 1: La Fin d’une hégémonie (Plon 1964)
- Chine – URSS Band 2: Le Conflit (Plon 1966)
- Budapest 1956 (Julliard 1966)
- Histoire des démocraties populaires. L’être de Staline, 1945–1952 (Neuauflage, Le Seuil 1969)
- Histoire des démocraties populaires. Après Staline, 1953–1968 (Le Seuil 1969)
- L’Héritage de Lénine (Casterman 1973)
- Le Coup de Prague 1948 (Le Seuil 1976)
- La social-démocratie quand même (Robert Laffont 1980)
- Requiem pour un empire défunt (Balland 1988)
- La Fin des démocraties populaires (Le Seuil 1992)
- Le passager du siècle (mit Maurizio Serra, Hachette Littératures 1999)
- Dieu, l’homme et son diable (Buchet Chastel 2005)
- 1956, Budapest, l’insurrection: La première révolution anti-totalitaire (Paris 2006)

In deutscher Sprache sind erschienen:
- Geschichte der Volksdemokratien (Styria Pichler 1972, Eichborn Verlag 1988)
- Joseph II. Porträt eines aufgeklärten Despoten (Matthes & Seitz, 1987)
- Judentum und Kommunismus (Europa-Verlag 1967)
- Budapest 1956. Die ungarische Revolution (Styria Pichler 1977)
- Requiem für eine Monarchie. Die Zerschlagung Österreich-Ungarns (Bundesverlag 1991, Deuticke 1993)
- Reise nach Gestern (Matthes & Seitz Berlin 2012)